# Rob S. Bowman
Rob S. Bowman, vero nome Rob Stanton Bowman (Wichita Falls, 15 maggio 1960), è un regista e produttore televisivo statunitense, molto conosciuto per i suoi lavori di fantascienza come le serie tv X-Files e Star Trek: The Next Generation.

## Biografia
È il fratello del regista Chuck Bowman.

## Filmografia

### Regista

#### Cinema
- Rollerblades, sulle ali del vento (1993)
- X-Files - Il film (1998)
- Il regno del fuoco (Reign of Fire) (2002)
- America We Stand As One (2002)
- Elektra (2005)

#### Televisione
- Stingray – serie TV, episodi 1x06-2x06-2x14 (1986-1987)
- 21 Jump Street – serie TV, 1 episodio (1987)
- Le notti del lupo (Werewolf) – serie TV, 2 episodi (1987)
- Star Trek: The Next Generation – serie TV, 13 episodi (1987-1990)
- Il giustiziere della strada – serie TV, 3 episodi (1988)
- Sonny Spoon – serie TV, 1 episodio (1988)
- Probe – serie TV, episodio Metamorphic Anthropoidic Prototype Over You (1988)
- Voci nella notte – serie TV, episodio Sale Away (Part 2) (1988)
- MacGyver – serie TV, episodio 4x08 (1989)
- Alien Nation – serie TV, 1 episodio (1989)
- Hardball – serie TV, 2 episodi (1989)
- Baywatch – serie TV, episodio 1x11 (1989)
- Booker – serie TV, 1 episodio (1989)
- Mancuso, F.B.I. – serie TV, 2 episodi (1989-1990)
- DEA – serie TV, 1 episodio (1991)
- Against the Law – serie TV, 1 episodio (1991)
- L'ombra della notte (Dark Shadows) – serie TV, 2 episodi (1991)
- In viaggio nel tempo (Quantum Leap) – serie TV, episodio 4x05 (1991)
- Tequila e Bonetti – serie TV, 2 episodi (1991)
- Parker Lewis – serie TV, 12 episodi (1991)
- The Hat Squad – serie TV, 2 episodi (1992)
- Le avventure di Brisco County Jr. – serie TV, 1 episodio (1993)
- X-Files – serie TV, 33 episodi (1994-2000)
- Traps – serie TV, 1 episodio (1994)
- M.A.N.T.I.S. – serie TV, 2 episodi (1994)
- VR.5 – serie TV, 1 episodio (1995)
- The X-Files: The Unopened File – serie TV, episodio Operazione Paper Clip (1996)
- The Lone Gunmen – serie TV, episodio pilota (2001)
- Night Stalker – serie TV, 1 episodio (2005)
- Incubi e deliri – miniserie TV (2006)
- Day Break – serie TV, 6 episodi (2006-2007)
- Marlowe – film TV (2007)
- Castle – serie TV, 25 episodi (2009-2015)
- Big Thunder – film TV (2013)
- Occult – film TV (2013)

### Produttore
- A-Team (1985-1987) - produttore associato
- Stingray (1985) - produttore associato
- X-Files (1995-2000) - produttore associato
- The X-Files: The Unopened File (1996)
- The Lone Gunmen – serie TV, episodio pilota (2001) - (produttore semi-esecutivo)
- Day Break (2006-2007) - produttore esecutivo
- Castle (2009-2015) - produttore esecutivo

### Altro
- The Making of 'The X-Files: Fight the Future' (1998)